# 조이 비스코
조이 비스코(Joy Bisco, 1975년 10월 15일 ~ )는 미국의 배우, 텔레비전 배우, 영화배우이다.
샌디에이고에서 태어났다.

## 영화
- 인 마이 슬립 (2009년)
- 커플 테라피: 대화가 필요해 (2009년)
- 더 게임 (2006년) - 코라존 역
- 위기의 주부들 (2004년)
- 섹스 아카데미 (2001년)
- 판타스틱 소녀 백서 (2000년)
- 비앤비 (1987년)
- 우리 생애 나날들 (1965년)